# Escut del Campello
L'escut del Campello és el símbol oficial del Campello, municipi del País Valencià, a la comarca de l'Alacantí. Té el següent blasonament:
| « | En cap, els quatre pals de gules de l'Antic Regne d'Aragó, sobre camp d'or. Partit: 1r. faixat d'ones d'atzur i d'argent; 2n. en camp d'argent un arbre de sinople, fruitat d'or, terrassat de sinople. Entat en punta: en camp d'or un illot al natural i sobre ell una torre de pedra maçonada de sable i finestrada d'or; la campanya d'atzur. Al timbre, corona reial espanyola tancada. | » |

## Història
L'escut va ser aprovat per Ordre de 2 de novembre de 1987, de la Conselleria d'Administració Pública, publicada en el DOGV núm. 713, del 30 de novembre de 1987.
Mostra les armes reials del Regne de València i recorda la pertinença del poble a la ciutat d'Alacant fins a 1901, ja que, com vila reial, Alacant i el seu terme tenien el privilegi de poder fer servir aquestes armes. Les ones i l'arbre fan referència a la doble condició marinera i agrícola de la població. L'arbre terrassat de sinople és, a més, un senyal parlant al·lusiu al camp del topònim. Finalment, la torre de la Illeta del Campello és l'edifici històric més representatiu del municipi.